# 越亚丑闻

涉案的越亚2019冠状病毒病PCR检测试剂

越亚丑闻是越南的一起腐败案件，发生在2019冠状病毒病越南疫情爆发期间，越亚科技公司于2020年至2021年间与越南的政府官员勾结，以高昂价格向各省的卫生部门及医院出售标榜本地生产、实则从外国进口的PCR检测试剂。案件至2021年底才被揭发，多位政府要员被撤职，包括在疫情期间的大部分时间内担任卫生部部长的阮青龙。另一方面，越南政府的公信力也因事件受损。

## 背景
涉事公司越亚科技公司为越南最大的医疗科技公司，是越南各医院医用器材的主要供应商。2020年2月，越亚公司与越南军医学院共同研发检测2019冠状病毒的PCR检测试剂，一个月后在越南国内投入生产，并迅速发放至越南各地。在疫情爆发初期，越南政府通过实行清零政策成功压制疫情，而越亚公司的检测试剂就被认为是政策成功的一大关键，越亚公司也因此获得政府表扬，有10个国家考虑购买越亚的试剂。与此同时，越南当局进行大规模PCR检测的费用突然超出2019冠状病毒病疫苗供应成本的四倍，外界怀疑政府在其中与私营企业勾兑，企业从中获益。
在越南，腐败是政府内部的普遍现象。越南政府爆出一连串腐败丑闻后，2016年上任的越南共产党中央委员会总书记阮富仲启动燃烧熔炉运动，强势压制越南共产党内部的腐败官员，这场运动被认为是越共影响最深远的反腐运动。根据官方统计数字，约有1400名政府官员在反腐运动中落马。不过另一方面，部分评论人士指控阮富仲借助反腐运动打压异己，包括前总理阮晉勇的政治盟友，而外界也批评运动并没有达到大幅度压制腐败现象的效果。

## 案件
丑闻最初于2020年4月出现，当时越南科技部表示越亚公司的检测试剂获世界卫生组织批准用于实际用途，但实际上世卫组织并没有这样说。网民在社交媒体上怀疑科技部故意制造假消息，目的是增加试剂销量，提升公众对试剂的认可度。经过几个月的时间，媒体及世卫组织才出面澄清有关谣言。后续调查发现越亚公司的试剂提价45%，定价高达20美元。此外在2021年9月至12月间，越亚公司从中国大量进口检测试剂，每盒进口价0.955美元（约合2.16万越南盾）。其后越亚谎称有关试剂在越南本地生产，以高出原价21.7倍的20.75美元（约合47万美元）出售给地方官员。丑闻公开后，越亚公司正式承认以3500万美元贿赂地方官员，促使对方买下定价虚高的检测试剂，从中获利1.77亿美元，其中2000万美元为非法获利。

## 反应
事件于2021年12月公布后，越南政府启动调查行动，逮捕了越亚公司的高管，以及涉及事件的省级卫生官员。截至2022年6月，有数十名官员遭到逮捕和起诉，其中包括被开除党籍和公职的越南卫生部长阮青龙、河内市市长朱玉英。事件也破坏了公众对政府及防疫政策的信任度，评论人士认为政府只是在找替罪羊，用权宜之计来应付结构性问题。